# Frankenstein contra Omul-Lup
Frankenstein contra Omul-Lup (titlu original: Frankenstein Meets the Wolf Man) este un film de groază american din 1943 regizat de Roy William Neill. În rolurile principale joacă actorii  Lon Chaney, Jr., Ilona Massey, Patric Knowles, Lionel Atwill, Bela Lugosi și Maria Ouspenskaya.

## Distribuție
Lon Chaney, Jr.	 ...	
The Wolf Man (billed as Lon Chaney)

Ilona Massey	 ...	
Baroness Elsa Frankenstein

Patric Knowles	 ...	
Dr. Mannering

Lionel Atwill	 ...	
Mayor

Bela Lugosi	 ...	
Frankenstein's Monster

Maria Ouspenskaya	 ...	
Maleva

Dennis Hoey	 ...	
Inspector Owen

Don Barclay	 ...	
Franzec

Rex Evans	 ...	
Vazec

Dwight Frye	 ...	
Rudi

Harry Stubbs	 ...	
Guno